# 子供たちを祝福するキリスト
『子供たちを祝福するキリスト』（こどもたちをしゅくふくするキリスト、蘭: Christus zegent de kinderen、英: Christ Blessing the Children）は、17世紀のオランダ絵画黄金時代の画家ニコラース・マースが1652-1653年にキャンバス上に油彩で制作した絵画である。マースがレンブラントのアトリエにいた時か、その直後の20歳前後であったころの初期作品という説が一般に認められている。作品は1866年に購入されて以来、ロンドン・ナショナル・ギャラリーに所蔵されている。

## 作品
本作が拠り所としている『新約聖書』中の「マタイによる福音書」 (19:13-14) によれば、「そのとき、イエスに手を置いて祈っていただくために、人々が子供たちを連れたきた。弟子たちはこの人々を叱った。しかし、イエスは言われた。『子供たちを来させなさい。わたしのところに来るのを妨げてはならない。天の国はこのような者たちのもである』」。このイエスの言葉は、17世紀のプロテスタントの国オランダではなじみ深いものであったと思われる。オランダでは、子供たちを神の教えに倣って養育することが非常に重要であった。
イエスは聖書の人物のような服装をしているが、彼の周囲の人物は当時の労働者の服装をしており、イエスの隣に立っている少女は当時の子供たちのように腰に石板 (学校で使うもの) を下げている。マースは、子供たちを連れてきた母親たちを伝統的な敬いの姿、あるいは畏敬の姿では描いていない。母親たちは、自分たちの子供たちを祝福してもらおうと前へ、前へと進んでいる。イエスは少女の手をしっかりと握っているが、少女は口に指を入れ、イエスから身を反らそうとしている。おそらく、彼女は自分の手を放した母親を探しているのか、自分の興味を引き付ける何かを見たのであろう。あるいは、自分の頭に置かれた重たい手から逃れようとしているだけなのかもしれない。イエスの表情は優しいが、彼は感傷的なイコンではない。
右側の木に後ろに立ち、イエスを不安そうな目で見下ろしている髭のある人物は、使徒ペテロである。彼は、子供たちをイエスから離そうとしたため不名誉な立場に置かれている。ペテロの横では、女性たちの頭上に子供を抱き上げ、イエスの祝福を受けさせようとしている男性がいる。老女が迷惑そうに男性の方に顔を向けている。なお、左端に描かれている人物はマースの自画像であるといわれているが、確証はない。
マースは、キアロスクーロと茶色と黒色の暗色を用いている。これらの色は、クリーム色とイエスの衣服の赤色、そして彼が祝福する少女の頬の赤色によって生き生きとしてものとなっている。マースは、こうした技法をレンブラントのアトリエにいた時に学んだのであろう。彼は、本作でモニュメンタルな歴史画の原則、すなわち、等身大の人物像、人物のポーズや感情の描写、イエスと子供たちに光が集中するような明暗の配分などをすべて守っている。しかし、画家は以降、本作ほど野心的なスケールの作品を試みることは二度となかった。